# 2-ра армия (Вермахт)
Вижте пояснителната страница за други значения на 2-ра армия (Германска империя).
2-ра армия (на немски: 2. Armee) е една от армиите на сухопътните войски на Вермахта сформирана по време на Втората световна война.

## История

### Втора световна война
Със старта на войната армията била възстановена и командвана от фелдмаршал Максимилиан фон Вайкс. Първото си включване прави след обявената война от Франция през 1940 г. Малко след това участва и в Балканската инвазия, точно преди офанзивните операции в Украйна като част от Операция Барбароса.
С 1945 г. тази армия е основата в немската защитата на Източна и Западна Прусия, преди да бъде изтеглена към Германия на 9 май 1945 г.

## Командна част

### Командири
- Фелдмаршал Максимилиан фон Вайкс, (20 октомври 1939 – 13 юли 1942)
- Генерал-полковник Ханс фон Салмут, (14 юли 1942 – 3 февруари 1943)
- Генерал-полковник Валтер Вайс, (4 февруари 1943 – 9 март 1945)
- Генерал от танковите войски Дитрих фон Заукен, (10 март 1945 – 9 май 1945)

## Състав
| Дата      | Армии                                                                         |
| --------- | ----------------------------------------------------------------------------- |
| 1940 г.   |                                                                               |
| Юни       | 6-и, 9-и и 26-и армейски корпус                                               |
| 1941 г.   |                                                                               |
| Септември | 13-и и 45-и армейски корпус                                                   |
| 1942 г.   |                                                                               |
| Юни       | 6-и и 55-и армейски корпус                                                    |
| 1943 г.   |                                                                               |
| Януари    | 7-и, 13-и и 55-и армейски корпус                                              |
| Юли       | 7-и и 13-и армейски корпус                                                    |
| Декември  | 46-и и 56-и танков корпус, 20-и армейски корпус, 7-и унгарски армейски корпус |
| 1944 г.   |                                                                               |
| Април     | 56-и танков корпус, 8-и и 23-ти армейски корпус                               |
| Септември | 20-и и 23-ти армейски корпус, 1-ви кавалерийски корпус                        |
| 1945 г.   |                                                                               |
| Март      | 7-и танков корпус, 23-ти и 27-и армейски корпус, 18-и миньорски корпус        |

| Вермахт | Вермахт    | Вермахт |
| ------- | ---------- | ------- |
| 1-ва А  | 2-ра армия | 3-та А  |